# Giuseppe De Luca (presbitero)
Don Giuseppe De Luca (Sasso di Castalda, 15 settembre 1898 – Roma, 19 marzo 1962) è stato un presbitero, editore e saggista italiano.

## Biografia

### Studi

Giuseppe De Luca con Eduard Fraenkel e signora nel 1959.

Iniziò nel 1909 a Ferentino, presso Anagni, i suoi studi seminariali dai Gesuiti, che proseguì due anni dopo a Roma nel Collegio Germanico-Ungarico e completò quindi al Pontificio Seminario Romano Maggiore, conseguendo al contempo, nel 1917, la licenza al Liceo Ginnasio Torquato Tasso.
Seguendo i suoi interessi filologici e storici si iscrisse alla Facoltà di Lettere dell'Università di Roma, frequentando al contempo un corso di Paleografia all'Archivio Vaticano. Nell'ateneo romano ebbe modo di stringere amicizie e sodalizi intellettuali con alcuni degli illustri docenti conosciuti nel corso degli studi, come Vittorio Rossi, Nicola Festa, Gaetano De Sanctis, Ettore Pais, Giovanni Gentile, Ernesto Buonaiuti. A queste frequentazioni, nel corso degli anni a venire, si aggiungerà la familiarità con altri intellettuali di spicco come Giuseppe Prezzolini, Giovanni Papini e Benedetto Croce, presentatogli nel 1928 da Antonino Anile, Ennio Francia, Henri Brémond, André Wilmart, Eduard Fraenkel, Herbert Bloch.

### Ordinazione e impegno sacerdotale
L'ordinazione sacerdotale arriverà a 22 anni, officiata il 30 luglio 1921 da Basilio Pompilj, vicario generale per la diocesi di Roma.
Alla pratica sacerdotale, De Luca affiancherà, negli anni a venire, la partecipazione a uffici ecclesiali, come l'incarico di archivista presso la Congregazione per la Chiesa Orientale, e l'attivismo religiosi con l'impegno nel movimento dell'Azione Cattolica, da cui, però, in seguito marcherà una divergenza che maturerà nell'allontanamento volontario consumatosi nel 1931.

### Attivismo culturale

Giuseppe De Luca, Giuseppe Ungaretti e Alfredo Schiaffini nel 1937

I suoi impegni religiosi non lo faranno mai venire meno alla libertà delle sue frequentazioni intellettuali, testimoniate dai vasti carteggi con figure di punta dell'intellettualità italiana, né all'appagamento dei suoi profondi interessi culturali, da lui coltivati attraverso l'assidua e quotidiana dedizione alla pratica dello studio, un'esigenza da lui avvertita come un esercizio diuturno di ascesi spirituale dell'individuo attraverso l'intelligenza, una propedeutica spirituale alla contemplazione di Dio: 
Fu anche un assiduo frequentatore della Messa degli Artisti, animata dal suo amico Mons. Ennio Francia.
Notevole il suo carteggio inedito con una distinta studiosa di storia, la italo-olandese Romana Guarnieri.

### Le "Edizioni di Storia e Letteratura"
Le frequentazioni intellettuali e l'applicazione ininterrotta e individuale allo studio quotidiano, non esauriscono la sua vasta esperienza culturale, che egli indirizzò verso esiti di un attivismo concreto e di notevole portata, come, nel 1941, la fondazione della casa editrice "Edizioni di Storia e Letteratura", che darà inizio le sue pubblicazioni due anni dopo, in un'ardua linea editoriale che il suo ideatore, molto più tardi, avrà a definire come l'intento molteplice di:
[...] mettere in grado i maestri più insigni, perdurando lo sconvolgimento di ogni valore più sacro e di ogni missione più disinteressata, di dar l'ultima mano, e avviarli alla pubblicazione, ai lavori di tutta una vita, così come esigevano la dignità del loro studio e la ricchezza stessa dei loro risultati.

[...] tener alta l'indagine storica e letteraria, e risollevare erudizione e filologia; non senza mirare a un compito che in Germania e in Inghilterra non fa meraviglia, mentre in Italia ne fa ancora e di molta: unire cioè filologia profana e filologia sacra in una filologia unica, che di fatto è unica nei filologi degni del nome.»
Lungo questa linea, le sue Edizioni intendevano tener un'impegnativa rotta di coerenza ed equilibrio tra diverse angolazioni culturali, su versante sacro e su quello profano:
In quegli anni andava concependo un suo ambizioso progetto di ricerca, votato alla riscoperta delle fonti della devozione. L'idea monumentale di De Luca, per mancanza di fondi e sostegno, tardò a sortire effetti concreti. Solo nel 1951 si avrà la pubblicazione del primo volume di un '"Archivio italiano per la storia della Pietà", grazie al sostegno economico garantitogli, a titolo personale, dal Cardinal Montini, futuro Papa Paolo VI.

### Rapporti con il mondo politico
Tra il 1942 e il 1954, De Luca svolse una cruciale funzione di mediatore, sia all'interno delle gerarchie cattoliche (con un ruolo di collegamento fra Curia Romana, Segreteria di Stato e Sant'Uffizio) che dalle istituzioni ecclesiastiche verso l'esterno, quale mediatore tra la Curia romana ed esponenti di spicco del mondo politico, entrando in contatto, nel tempo con figure di vertice di varia indole e provenienza politica, come il fascista Giuseppe Bottai, il democristiano Alcide De Gasperi, i comunisti Franco Rodano e Palmiro Togliatti. Nel 1943, su iniziativa di Mons.Montini, fu insignito dell'onorificenza di Prelato d'onore di Sua Santità Pio XII, una benemerenza che egli accettò pur con qualche ironia.

### Il rapporto con papa Roncalli
Nel 1954 fece la conoscenza del cardinale Angelo Roncalli, Patriarca di Venezia: con Roncalli, che di lì a quattro anni sarebbe asceso al pontificato con il nome di Papa Giovanni XXIII, sarebbe nata una strettissima amicizia.
Sarà proprio una sua iniziativa, grazie alla mediazione offerta da Togliatti, che nel 1961 fornirà a Nikita Chruščëv lo spunto per un gesto di cordialità, l'invio di un telegramma d'augurio per gli 80 anni del Pontefice, un atto distensivo che fu in grado di segnare l'inizio dei rapporti diplomatici tra l'Unione Sovietica e il Vaticano.

### La morte
Nel 1962 fu ricoverato d'urgenza per sottoporsi a un intervento chirurgico: ricevuta il 12 marzo la visita in ospedale di Papa Giovanni XXIII, Giuseppe De Luca morì una settimana più tardi, il 19 marzo 1962.
La sua immagine è stata immortalata da Giacomo Manzù nella "Porta della Morte" realizzata per la Basilica di San Pietro.

## Scritti
Tutte le opere di seguito citate sono pubblicate dalle Edizioni di storia e letteratura (gli anni di edizione sono quelli indicati nel catalogo attuale)

### Opere e curatele
- Scritti su richiesta, Morcelliana, Brescia, 1944, pag. 311
- Scrittori di religione del Trecento, Ricciardi, Napoli, 1954
- (curatore) Alfonso Maria de' Liguori. Opere ascetiche. Introduzione generale, Vol. I, 1960
- Introduzione alla storia della pietà, 1962
- Giuseppe De Luca, Henri Brémond, Don Giuseppe De Luca et l'Abbé Henri Bremond (1929-1933), 1965
- Meditazioni e preghiere, 1967
- Commenti al Vangelo festivo, 1968
- Il Cardinale Bonaventura Cerretti, 1971
- Mater Dei. Bollettino dell'Opera «Mater Dei», 1972
- Scritti sulla Madonna, 1972
- John Henry Newman. Scritti d'occasione e traduzioni, 1975
- Luigi Maria Grignion da Montfort. Saggio biografico, 1985
- Madre Cabrini, la santa degli emigrati, Edizioni di storia e letteratura, 2000
- Sant'Agostino. Scritti d'occasione e traduzioni, Edizioni di storia e letteratura, 1986
- Sant'Alfonso, il mio maestro di vita cristiana, 1983
- Bailamme ovverosia pensieri del sabato sera, 2000
- Intorno al Manzoni, 1974
- L'anno del cristiano, 1981
- Commento al Vangelo quotidiano: dal mercoledì delle Ceneri al sabato in albis, 1990
- L'annuario del parroco. 1955-1962, 1994
- Elogio di Don Orione. Con altri scritti e commenti su di lui, 1999

### Carteggi con vari intellettuali e religiosi
- Carlo Bo, Giuseppe De Luca, Carteggio (1932-1962), 1999
- Loris Francesco Capovilla, Giuseppe De Luca, Angelo Giuseppe Roncalli, Carteggio (1933-1962), 2006
- Giovanni Papini, Giuseppe De Luca, Carteggio (1922-1929), 1985
- Giuseppe De Luca, Giuseppe Prezzolini, Carteggio (1925-1962),
- Antonio Baldini, Giuseppe De Luca, Carteggio (1929-1961), 1992
- Giuseppe De Luca, Giovanni Battista Montini, Carteggio (1930-1962), 1993
- Giuseppe Bottai, Giuseppe De Luca, Carteggio (1940-1957), 1989
- Piero Bargellini, Giuseppe De Luca, Carteggio (1929-1932), 1998
- Giuseppe De Luca, Fausto Minelli, Carteggio (1930-1934), I vol., 1999
- Giuseppe De Luca, Fausto Minelli, Carteggio (1935-1939), II vol., 2000
- Giuseppe De Luca, Fausto Minelli, Carteggio (1940-1946), III vol., 2001
- Giuseppe De Luca, Massimiliano Majnoni, Carteggio (1936-1957), 2007
- Carlo Bo, Giuseppe De Luca, Carteggio (1932-1962), 1999